# Серракапріола
Серракапріола (італ. Serracapriola) — муніципалітет в Італії, у регіоні Апулія,  провінція Фоджа.
Серракапріола розташована на відстані близько 230 км на схід від Рима, 165 км на північний захід від Барі, 50 км на північний захід від Фоджі.
Населення — 4013 осіб (2014).
Щорічний фестиваль відбувається 5 вересня. Покровитель — San Mercurio.

## Демографія
Населення за роками:

Станом на 1 січня 2023 року в муніципалітеті офіційно проживало 410 іноземців з 24 країн, серед них 357 громадян країн Євросоюзу та 4 громадяни України.

## Сусідні муніципалітети
- К'єуті
- Лезіна
- Ротелло
- Сан-Мартіно-ін-Пенсіліс
- Сан-Паоло-ді-Чивітате
- Торремаджоре